# Калифорнијски морски лав
Калифорнијски морски лав  (Zalophus californianus) је ушата фока која настањује западну обалу Северне Америке. То је једна од шест врста морског лава. Његово природно станиште креће се од југоисточне Аљаске до централног Мексика, укључујући Калифорнијски залив. Морски лавови су полно диморфни. Мужјаци су већи од женки и имају дебљи врат и испупчени сагитални гребен. Они се углавном излазе на пешчане или камените плаже, али су често и у човековом окружењу попут марина и пристаништа. Морски лавови се хране бројним врстама риба и лигњи, а они су плен китова убица и велике беле ајкуле.
Калифорнијски морски лавови имају полигинозни систем парења. Од маја до августа, мужјаци успостављају територије и покушавају да привуку женке с којима се могу парити. Женке се слободно крећу између територија, и мужјаци их не присиљавају. Мајке доје своје младунце између потрага за храном. Морски лавови комуницирају бројним вокализацијама, лавежима и контактима позивима између  мајке и младунчета. Изван сезоне парења, морски лавови проводе већи део свог времена на мору, али долазе на обалу због митарења.
Морски лавови су изузетно интелигентни и могу бити обучени за обављање различитих задатака, и исказују ограничен страх од људи ако су на њих навикли. Због тога су калифорнијски морски лавови популаран избор за јавно излагање у зоолошким вртовима, циркусима и океанаријумима, а Америчка ратна морнарица их обучава за одређене војне операције. Међународна унија за заштиту природе (IUCN) наводи ову врсту као најмање угрожену због свог обиља. Да би заштитиле рибу, америчке државе Орегон и Вашингтон учествују годишњим квотама у лову на морске лавове.

## Таксономија
Калифорнијског морског лава је описао француски природњак Рене Примевере Лесон 1828. године. Груписан је са другим морским лавовима и фокама крзнашицама у породицу Otariidae. Otariidae, познати и под називом ушате фоке, разликују се од правих фока по томе што имају ушне шкољке и пропорционално већа предње пераје и грудне мишиће. 
Заједно са Галапагоским морским лавом  и изумрлим Јапанским морским лавом, калифорнијски морски лав припада роду Zalophus, од грчке речи za што значи "интензивно", и lophus, што значи "гребен".
  То се односи на избочени сагитални гребен мужјака, што разликује припаднике рода.
Традиционално, галапагоски морски лав и јапански морски лав класификовани су као подврсте калифорнијског морског лава. Међутим, генетска студија из 2007. године открила је да су све три у ствари одвојене врсте. Изгледа да су се еволуционе линије калифорнијског и јапанског морског лава раздвојиле пре 2,2 милиона година током плиоцена. Калифорнијски морски лав разликује се од галапагоског морског лава по свом већем полном диморфизму. Штелеров морски лав је најближи рођак Zalophus морских лавова,  њихова сестринска врста. 

## Изглед, физиологија и кретање
Будући да су полно диморфни, калифорнијски морски лавови се између полова разликују по величини, облику и боји. Мужјаци су обично дугачки око 2,4 м и тежи до 350 кг, док су женке обично око 1,8 м и тешке до 100 кг. Женке и млади имају сјајно смеђе крзно, иако након митарења могу бити привремено светлосиви или сребрни. Крзно одраслих мужјака може бити од светлосмеђе до црне, али је обично тамносмеђе боје.  Лице одраслих мужјака такође може бити светлије у неким деловима. Младунци имају црно или тамносмеђе крзно по рођењу. Иако врста има витку грађу, одрасли мужјаци имају снажне вратове, груди и рамена. Одрасли мужјаци такође имају изражен гребен који им даје „високо, куполасто чело“, са ћубом белих длачица. Такође имају и гриве, које су мање развијене од оних одраслих мужјака јужноамеричких и штелеров морских лавова. Оба пола имају дуге, уске њушке. 
Као Otariidae, калифорнијски морски лав се ослања на своје предње пераје како би се покренуо током пливања. Овај облик кретања у води, заједно са својим аеродинамичним телом, ефикасно смањује отпор под водом. Кретање предњег пераја није континуирано, животиња клизи између сваког замаха. Флексибилност кичме омогућава морском лаву да се савије врат довољно далеко да дође до задњих пераја. То омогућава животињи да се окреће на леђа и одржава уједначено држање. Када се креће копном, морски лав је у стању да окрене задња пераја напред и да хода на сва четири. Помера предња пераја дијагонално уместо уздужно. Поред тога, за кретање на копну више се ослања на покрете главе и врата него на задња пераја. Морски лавови могу путовати брзином од око 10,8km/h, и могу ронити на дубинама од 274м и до 9,9 минута, мада је већина зарона обично 80м  и трају мање од 3 минута.
Морски лавови имају вид у боји, мада је ограничен на плаво-зелену област спектра боја. Ово је вероватно аадаптација за живот у приобалним стаништима.Морски лавови имају прилично оштар подводни слух, са распоном од 0,4–32kHz.  
Морски лавови се ослањају на своје бркове или vibrissae за додир и откривање вибрација под водом. У поређењу са обичном фоком, vibrissae калифорнијског морског лава су глатке и мање специјализоване, па тако и слабије раде када прате хидродинамичке стазе, иако још увек добро раде.

## Екологија

### Распрострањеност и станиште
Калифорнијски морски лав се настањују дуж западне обале и острва Северне Америке, од југоисточне Аљаске до централног Мексика. Митохондријски низови ДНК у 2009. години идентификовали су пет различитих популација калифорнијских морских лавова: америчка или пацифичка умерена популација, западна Доња Калифорнија или пацифичка тропска  и јужна, централна и северна популација Калифорнијског залива.  
Америчка популација калифорнијских морских лавова се углавном размножава на Каналским острвима, мада су позната и нека места за размножавање у северној Калифорнији. Популација западне Доње Калифорније углавном се размножава у близини Пунта Еугеније и код острва Санта Маргарита. Ове популације раздваја Енсенада фронт. Популације Калифорнијског залива живе у плитким водама севера (северни популација), плимским острвима у близини центра (централни део) и на југу залива (јужна популација). Стање морских лавова у дубоким водама централног дела залива није анализирано. 
Луталице могу доћи и до северо—западног дела Тихог океана, као што су Командорска острва.  Последњих година око јапанског архипелага забилежено је неколико ушатих фока, мада њихово тачно порекло није познато.
Током сезоне парења, морски лавови се окупљају и на пешчаним и на каменитим обалама. У топлим данима леже ближе води. Ноћу или по хладном времену путују даље у унутрашњост или на веће висине.  Неплодне јединке могу се окупљати у маринама, пристаништима или чак навигационим бовама. Калифорнијски морски лавови такође могу живети у слаткој води током одређеног времена, као што је околина бране Бонвил, скоро 240км уз реку Колумбију.У 2004. години нађен је здрав морски лав који је седео на путу у округу Мерсед у Калифорнији, готово стотину миља узводно од залива Сан Франциско и пола миље од реке Сан Хоакин. 

### Исхрана
Калифорнијски морски лавови хране се великим бројем морских плодова, углавном лигњама и рибом, а понекад и шкољкама. Најчешће једу лососа, ослића, сарделе, харинге, неке врсте јегуља и лигњи. Углавном се хране у близини обала, континенталног прага и подморја. Такође могу претраживати дуж океанског дна. Калифорнијски морски лавови могу јести сами или у мањим или већим групама, зависно од количине хране која је на располагању. Они понекад сарађују са другим грабљивицама, попут делфина, плискавице и морских птица, када лове велика јата риба. Морски лавови понекад прате делфине и искориштавају њихове напоре у лову. Одрасле женке се хране на 10 до 100км од обале. Мужјаци се могу хранити чак 450 км од обале када температуре воде порасту.Такође су научили да се хране калифорнијским пастрмкама и лососом испод мердевина за рибе на брани Бонвил и на другим местима где риба мора да стане у ред да би могла да прође кроз бране које блокирају њихов пролаз.
Морске лавове лове китови убице и велике ајкуле. У заливу Монтереј, у Калифорнији, морски лавови су најчешћа храна китова убица.  Морски лавови могу приметити леђна пераја китова убице и остати опрезни, чак и када пронађу јато риба за исхрану. Морски лавови су такође чест плен великих белих ајкула. Пронађени су са ожиљцима које су направиле велике беле и мако ајкуле. 
Ајкуле нападају морске лавове из заседе док се одмарају на површини. Морски лавови који су нападнути у стражњим деловима тела имају већу вероватноћу да преживе и дођу до обале. 

## Историја живота

### Репродуктивно понашање и родитељство
Калифорнијски морски лавови се паре у периоду од маја до августа, када стигну у своја станишта. Када успоставе територију, мужјаци покушавају да повећају своје шансе за размножавање остајући на месту што је дуже могуће. За то време, они ће постити, ослањајући се на дебели слој масти. Величина и стрпљење омогућавају мужјацима да ефикасније бране своју територију, што је већи мужјак, то више масног ткива има и може дуже да чека. Мужјак морског лава обично чува своју територију око 27 дана. Женке имају дуге интервале рађања па мужјаци не успостављају своје територије све док женке не роде. Већина туча се догађа за то време. Након овога, мужјаци се ослањају на ритуална приказивања (вокализација, трескање главом, буљења, бацакања и тако даље) да би одржали своје територијалне границе. Будући да температуре за то време могу достићи преко 30 °C, мужјаци морају да укључе воду на својим територијама. Неке територије су под водом, посебно оне у близини стрмих литица. Морски лавови који не успоставе територију избачени су у море или се окупљају на оближњој плажи.
Пре него што започне парење, женке се окупљају у групама од 2 до 20 јединки. Ове се групе почињу распадати када се женке почну парити.  Женке бирају своје партнере током кретања кроз различите територије. Избегавају мужјаке који су превише агресивни или енергични. Мужјаци обично нису у могућности да спрече женке да напусте њихове територије, посебно у води.   Парење се може догодити и ван територија, између нетериторијалних мужјака и женки, док се последњи сели на место парења и са њега. У неким територијама копулацију може монополизирати неколико мужјака, док код других појединачни мужјак може зачети не више од четири младунца.
Калифорнијски морски лавови имају дванаестомесечни репродуктивни циклус, који се састоји од деветомесечне трудноће и тромесечне одложене имплантације оплођеног јајашца пре рођења у јуну или јулу. Интервали између рађања су посебно дуги за ову врсту, 21 дан за морске лавове ван Калифорније и више од 30 дана за морске лавове у Калифорнијском заливу. Женке остају са својим мадима на копну 10 дана и негују их. Након тога, женке иду у потрагу за храном у трајању до три дана, враћајући се на дан да доје младунце. Младунци који су остављени на копну обично се окупљају како би се дружили и играли.Када се враћају са путовања, женке позивају своје младунце карактеристичним позивима на које они слично одговарају. Мајка и младунче могу међусобно разликовати позиве од позива других мајки и младунаца. У почетку, поновни сусрети у великој мери зависе од напора мајки. Међутим, како младунци расту, тако се више укључују у поновна окупљања. Старији младунци се понекад могу придружити својим мајкама током потраге за храном. Одрасли мужјаци калифорнијских морских лавови немају никакву улогу у узгоју младунаца, али их ипак више занимају него што је то случај са другим врстама ушатих фока. Чак су примећени да штите младунче док плива од грабљивица.  Младунци обичнно сисају до године дана, али се то некад може продужити и на још једну годину.

### Комуникација
Калифорнијски морски лавови комуницирају низом вокализација. Најчешће користе њихово карактеристично лајање. Територијални мужјаци су најгласнији, а лају стално током врхунца сезоне парења. Морски лавови лају посебно брзо када су узбуђени. Лавеж територијалних и нетериторијалних мужјака звучи слично, мада су код територијалних дубљи. Мужјаци могу лајати приликом претњи другим мужјацима или током удварања. Једина друга вокализација коју су произвели територијални мужјаци је „продужени храпави гроктај“ који се прави када му запрети човек. Ову вокализацију користе и групе мужјака који нису репродуктивни. 
Женке морских лавова су мање гласне. Њихов лавеж, висок и краћи него код мужјака, користе у агресивним ситуацијама. Остале вокализације које женке производе у агресивним ситуацијама су "цвиљење", "подригивање" и "режање". Звук који женка прави приликом позивања младунаца назива се "позив-привлачења младунца", описан је као "гласан" и "свађалачки". Младунци се одазивају „одговором на позив мајке “, који је сличне структуре. Младунци ће такође блејати или лајати током игре или у невољи. Калифорнијски морски лавови могу произвести вокализације под водом. Вокализације под водом могу бити рзајући звукови, лавежи, зујање и кликтање. 

### Друге активности
Изван сезоне размножавања, мужјаци се селе на северне крајеве да би се хранили, док женке остају у близини места парења. Морски лавови могу остати на мору највише две недеље. Они врше континуиране зароне, враћајући се на површину да се одморе. Морски лавови могу путовати сами или у групама док су на мору и излазе на копно између сваког излета на море. Одрасле женке и млади се митаре у јесен и зиму. Одрасли мужјаци се митаре у јануару и фебруару. Морски лавови Калифорнијског залива не мигрирају, они остају током целе године у заливу.

## Интелигенција и омогућност тренирања
Морски биолог Роналд Џ. Шустерман и његови сарадници проучавали су когнитивне способности морских лавова. Открили су да су морски лавови у стању да препознају односе између стимуланса на основу сличних функција или веза код других морских лавова, а не само заједничку карактеристику стимуланса.  
Морски лавови су показали способност разумевања једноставних синтакси и команди када су их подучавали знаковном језику. Међутим, морски лавови су ретко користили знакове семантички или логично. Године 2011. снимљен је калифорнијски морски лав Ронан који је љуљао главом у синхронизацији са музичким ритмовима. Ово „ритмичко уживање“ раније је виђено само код људи, папагаја и других птица које су имале вокалну мимикрију.
Због своје интелигенције и могућности тренирања, калифорнијске морске лавове користили су циркуси и морски паркови за извођење различитих трикова као што су бацање и хватање лоптица на нос, трчање уз мердевине или трубљење на сирени на музички начин. Тренери награђују своје животиње рибом, што их мотивише да наступају. За балансирање лопте, тренери бацају лопту морском лаву тако да је случајно може уравнотежити или држати на носу, чиме схвата шта треба учинити. Морски лав може проћи годину дана обуке пре него што изведе трик за јавност. Међутим, његово памћење омогућава му да наступа чак и након три месеца одмора. Неке организације, попут Хуманског друштва Сједињених Држава и Светске заштите животиња, приговарају кориштењу морских лавова и других морских сисара за забаву, тврдећи да су трикови "претеране варијације њиховог природног понашања" који одвлаче пажњу публике од неприродног окружења у коме животиње живе.
Калифорнијски морски лав користи се у војним програмима Америчке ратне морнарице, као што су детекција морских мина и непријатељских ронилаца. У Персијском заливу животиње могу пливати иза рониоца који се приближавају америчком поморском броду и причврстити стезаљку са конопом на ногу рониоца. Званичници морнарице кажу да морски лавови то могу учинити у секунди, пре него што непријатељ схвати шта се догодило. Организације попут ПЕТА верују да такве операције доводе животиње у опасност. Међутим, морнарица инсистира на томе да се морски лавови уклоне када се њихова мисија заврши. 

## Статус
Међународна унија за заштиту природе наводи калифорнијског морског лава као најмању угрожену врсту због "његове велике и све веће популације". Процењен је број 238.000–241.000 за америчку или пацифичку умерену популацију, 75.000–85.000 за западну Доњу Калифорнију или пацифичку тропску и 31.393 за популација из Калифорнијског залива. Поред пацифичке обале Сједињених држава, морски лавови су толико бројни да су близу капацитета носивости, док је популација у Калифорнијском заливу смањена за 20% до 2008. године. Морски лавови могу бити убијени у сукобу с риболовцима, у криволовима и запетљавањем у смећу. Такође им прети загађивач попут ДДТ и ПЦБ који се акумулирају у морском ланцу исхране.
У Сједињеним државама, калифорнијски морски лав је заштићен савезним Законом о заштити морских сисара из 1972. године којим је забрањен лов, убијање, хватање и узнемиравање животиње. Измена и допуна Закона 1994. године дозволила је могућност ограниченог убијања перајара због угрожавања бројности пастрмки. Издате су дозволе за уклањање неколико појединачних морских лавова код Балард Локса  и на брани Боневил, где се могу убити до 92 морска лава сваке године током петогодишњег периода. Критичари су се противили убијању морских лавова, истичући да је разлог дозвољеног нивоа смртности, резултат рекреативног и комерцијалног риболова у реци и рада хидроелектричних брана које представљу већу опасност за лососе.
Ове животиње често користе окружења које је створио човек, попут докова. Многи докови нису дизајнирани да издрже тежину неколико морских лавова који се одмарају што узрокује нагињања и друге проблеме. Менаџери дивљих животиња користили су различите методе за контролу животиња, а неки градски функционери редизајнирали су докове како би их могли боље поднети.

### Криза са младунцима калифорнијског морског лава 2015. године
У јануару и фебруару 2015. године, дуж калифорнијске обале пронађено је 1450 неухрањених и болесних младунаца морских лавова, а процењује се и већи број угинулих. Државна управа за океане и атмосферу указала је на невероватно топле пацифичке приобалне воде, повезане са декадалним осцилацијама Пацифика и Ел Нињом, као вероватни узрок. Повишене температуре воде умањиле су бројност  сардина и скуше, главних састојака прехране младунаца морског лава. То је узроковало да многи младунци морског лава гладују, док су други угинули када су прерано кренули у отворене воде у потрази за храном. Неколико месеци раније, у лето 2014. године, велики број птића Касинових њорки је угинуо  због сличних околности које су проузроковале повишене температуре воде.

### Годишње убијање у савезним државама Орегон и Вашингтон
У новембру 2018. држава Орегон добила је дозволу за убијање 93 морска лава годишње испод водопада Виламет. Према сличном програму, Орегон и Вашингтон су убили су преко 150 морских лавова на реци Колумбији до јануара 2019. године.